# Вебер, Виктор Робертович
Ви́ктор Ро́бертович Ве́бер (род. 9 августа 1954 года, с. Кокпекты, Семипалатинская область, КазССР, СССР) — российский учёный, ректор НовГУ (2008—2017), член-корреспондент РАМН (2007), академик РАН (2016).

## Биография
Родился 9 августа 1954 года в селе Кокпекты Семипалатинской области КазССР в семье российских немцев. Отец Роберт Иоганович Вебер, мать Мария Яковлевна, урождённая Церникель.
В 1977 году — окончил Семипалатинский государственный медицинский институт, специальность «Лечебное дело».
С 1977 по 1994 годы — работал там же, пройдя путь от старшего лаборанта до профессора.
В 1983 году — защитил кандидатскую диссертацию.
В 1992 году — защитил докторскую диссертацию, тема: «Возрастные и биоритмологические особенности гипертонической болезни у мужчин и женщин».
С 1994 года по ноябрь 2017 года — работал в Новгородском государственном университете имени Ярослава Мудрого, с 2008 по 2017 годы — ректор. В это же время — главный терапевт Комитета по охране здоровья населения Новгородской области.
С 1994 года по настоящее время — заведующий кафедрой внутренних болезней.
С 1997 года — ректор Института медицинского образования Новгородского государственного университета имени Ярослава Мудрого.
В 2007 году — избран членом-корреспондентом РАМН.
В 2014 году — стал членом-корреспондентом РАН (в рамках присоединения РАМН и РАСХН к РАН).
В 2016 году — избран академиком РАН (Отделение медицинских наук РАН).

## Научная и общественная деятельность
Как практикующий врач имеет высшую врачебную категорию кардиолога.
Автор более 780 публикация, в том числе 18 монографий и более 80 учебников, руководств и учебных пособий, 8 патентов на изобретения, более 30 рационализаторских предложений.
Председатель совета по защите докторских диссертаций по специальностям «Внутренние болезни» и «Хирургия».
Член редакционных советов журналов: «Кардиоваскулярная терапия и профилактика», «Вестник семейной медицины», «Новые Санк-Петербургские врачебные ведомости», «Вестник Новгородского государственного университета», «Психофармакология и биологическая наркология», «Медицина» (Республика Казахстан).
Депутат Новгородской областной думы V созыва (2011—2016 гг.), член партии «Единая Россия».

## Награды[2]
- Почётный работник высшего профессионального образования Российской Федерации (2002)
- Отличник здравоохранения (2002)
- Медаль имени Ярослава Мудрого II степени Новгородского Государственного Университета им. Ярослава Мудрого (2003)[6]
- Заслуженный работник высшей школы Российской Федерации (2008)